# Kenny Werner
Kenny Werner (født 19. november 1951 i Brooklyn, New York City, New York, USA) er en amerikansk pianist, komponist, forfatter og lærer.
Werner studerede klassisk klaver på Manhattan school of Music. Hans trang til improvisation fik ham til at spille jazz, og herefter studere på Berklee College of Music (1970). Han har skrevet bogen Effortless Mastery, en bog som omhandler en lærer i musikalsk frihed for musikere. Werner kom frem med Thad Jones/Mel Lewis big band i begyndelsen af 1980´erne, som han også komponerede og arrangerede for. Han har ligeledes spillet med feks Randy Brecker, Peter Erskine, John Scofield, Toots Thielemans, Joe Lovano, Archie Shepp, Tom Harrell, Lee Konitz, Charles Mingus, Jim Pepper, Chris Potter, Brian Blade, Steve Gadd, etc. Werner har ledet egne trio´er og grupper, og har indspillet et hav af plader i eget navn. Han er en tilbagevende gæst på Copenhagen Jazz Festival med forskellige grupper og projekter, bl.a. med Benjamin Koppel og Alex Riel og mange andre musikere.

## Udvalgt Diskografi
- Beyond the Forest of Mirkwood (1980)- i eget navn
- Introducing the Trio (1989) i eget navn
- Uncovered Heart (1990) - i eget navn
- Press Enter (1992) - i eget navn
- Sail Away (1991) - med Tom Harrell
- Labyrinth (1996) - med Tom Harrell
- 20 Years at the Village Vanguard (1986) - med Mel Lewis big band
- Soft Lights and Hot Music (1988) - med Mel Lewis big band
- The Definitive Thad Jones (1989) - med Mel Lewis big band
- The Definitive Thad Jones Volume 2 (1990) - med Mel Lewis big band
- To You: A Tribute to Mel Lewis (1991) - med Monday Night big band
- Transition (1986) - med Peter Erskine
- Sweet Soul (1991) - med Peter Erskine
- Behind clossed Doors vol. 1 (1998) - med Peter Erskine
- Tones, Shapes and Colors (1986) - med Joe Lovano
- Village Rhythm (1989) - med Joe Lovano
- Landmarks (1991) - med Joe Lovano
- Universal Language (1993) - med Joe Lovano
- Celebrating Sinatra (1997) - med Joe Lovano
- I Know About the Life (1981) - med Archie Shepp
- Soul Song (1982) - med Archie Shepp
- Down Home New York (1984) - med Archie Shepp
- The Good Life (1984) - med Archie Shepp
- Zounds (1992) - med Lee Konitz
- The Live Takes Vol. 1 (2000) - med Toots Thielemans
- One More for the Road (2006) - med Toots Thielemans

## Eksterne Henvisninger
- Homepage